# Calle Covadonga (Oviedo)
La calle Covadonga es una vía pública de la ciudad española de Oviedo.

## Descripción
La vía, que obtuvo en 1869 el título que mantiene en la actualidad, se habría conocido hasta entonces como «calle Estanco del Medio». Nace de la calle Santa Clara y llega hasta la plaza de Longoria Carbajal, tras cruzarse con Alonso de Quintanilla. Aparece descrita en El libro de Oviedo (1887) de Fermín Canella y Secades con las siguientes palabras:

Covadonga.—Desde acuerdo municipal de 1869. Antes se llamaba Estanco del medio (v. calle de Caveda). No sabemos si á esta calle ó la sinónima de atrás se refiere el antiguo libro de Razón del Ayuntamiento que habla del Estanco el viejo.—Ent.: Santa Clara.—Conc.: Portugalete.
(Canella y Secades, 1887, p. 110)